# Doris Keller
Doris Keller (* 1972) ist eine Schweizer Sportmanagerin, Fussballfunktionärin und seit Mai 2023 Turnier-Direktorin der UEFA Women’s EURO 2025.

## Leben und Karriere
Doris Keller wuchs in Liebefeld bei Bern in einer sportbegeisterten Familie auf. Schon früh kam sie zum Sport, allerdings betrieb sie in ihrer Jugend Orientierungslauf und Volleyball und war begeisterte Skifahrerin. Sie selbst hat keine aktive Fussballkarriere, war aber häufig mit ihrem Vater bei Spielen. Nachdem sie von 1997 bis 2001 eine Tätigkeit im Alpin-Sekretariat des Schweizer Skiverbands hatte, kündigte sie und verbrachte längere Zeit in Neuseeland und Australien, um ihre Englischkenntnisse zu verbessern. Nach ihrer Rückkehr begann sie ihre Karriere im internationalen Fussball bei der UEFA, zunächst im Marketing und später im Eventbereich. Zu ihren wichtigsten Projekten im internationalen Fussball-Marketing zählen die Champions-League-Finale von 2002 und 2003, der Super-Cup 2003 und das UEFA-Cup-Finale 2004 in Göteborg (Schweden).
Zudem war sie in den vergangenen 20 Jahren für die Organisation von Spielen und Turnieren bei der FIFA, UEFA und dem südamerikanischen Fussballverband CONMEBOL verantwortlich. Sie war unter anderem Projektleiterin des UEFA Europa League-Finals 2016 in Basel und zuletzt als Veranstaltungs-Direktorin für Klubwettbewerbe bei der UEFA tätig.
Sie verfügt über internationale Organisations-Erfahrung von Spielen und Grossevents im Männerfussball, war aber für die FIFA auch zweimal für ein Frauenturnier in Costa Rica und in Papua-Neuguinea tätig.

## Direktorin der UEFA Women’s EURO 2025
Im Mai 2023 wurde Keller vom Zentralvorstand des Schweizerischen Fussballverbands (SFV) zur Direktorin der UEFA Women’s EURO 2025 ernannt. In dieser Funktion leitet sie die operative Organisation des Turniers, das in acht Schweizer Städten ausgetragen wird: Genf, Basel, Zürich, Thun, St. Gallen, Sion, Bern und Luzern. Nach der erfolgreichen Frauen-EM in England 2022, soll die UEFA Women’s EURO 2025 in der Schweiz die „neuen Massstäbe und Standards im internationalen Frauenfussball weiter anheben“.

## Engagement für den Frauenfussball
Keller setzt sich für die Förderung des Frauenfussballs auf allen Ebenen ein. Sie betont die Notwendigkeit, mehr Trainerinnen, Schiedsrichterinnen und Betreuerinnen zu gewinnen, um Mädchen und Frauen bessere Voraussetzungen für den Fussball zu bieten.

## Trivia
Privat engagiert sie sich im Vorstand des Fussballvereins FC Zug 94. Sie spricht mehrere Sprachen: verhandlungssicher Deutsch und Englisch, ausserdem auch Französisch, Italienisch und Spanisch. Doris Keller lebt in Zürich.